# Stéphane de Vito
Pour les articles homonymes, voir de Vito.
Stéphane de Vito, né en 1968 à Belfort, est un bassiste français de culture bretonne.

## Biographie

### 1989-1990: Road 66
Il arrive en Bretagne en 1989, après quelques années passées avec de nombreux groupes éphémères (hard rock, heavy-metal, rock) du Territoire de Belfort. En Bretagne, le guitariste Pat O'May reforme son groupe "Road 66" avec Stéphane à la basse et Ginger à la batterie. Ils partent en tournée et sortent en 1989 Immediate Heat en cassette.

### 1990-1998: Ar Re Yaouank
Ar Re Yaouank (les jeunes en breton) ont marqué la musique bretonne et ont permis un regain d'intérêt pour les festoù-noz. Les frères Guichen décident de créer le groupe en 1986 qui s'étoffe l'année suivante du couple de sonneurs Gaël Nicol et David Pasquet. En 1990 Stéphane De Vito complète le groupe en ajoutant sa basse électrique.
Ar Re Yaouank a marqué les festoù-noz et renouvelé par sa modernité la musique traditionnelle à danser en Bretagne. Leur musique est marquée par un son "rock" (grâce à la basse et à l'amplification du son), une énergie créatrice et des compositions superbement arrangées tout en respectant la rythmique traditionnelle.

### L'après Ar Re Yaouank
Après la séparation d'Ar Re Yaouank, il intègre la première version du Guichen Quartet avec Dominique Molard aux percussions 1998-2001 et le groupe de Pat O'May avec lequel il enregistre l'album Breizh Amerika en 1999 (avec Jean Christophe Boccou à la batterie, ex-Glaz), production artistique par le guitariste américain Ron Thal (Guns N' Roses).
Il entre aussi dans le projet de Jacques Pellen, "Celtic Procession" avec lequel il enregistre A Celtic Procession Live aux côtés de Dan Ar Braz, Jacky Molard, Dominique Molard, Kristen Noguès, les frères Boclé, les frères Guichen, Erik Marchand, J.M. Veillon, Ronan Le Bars etc.

### Années 2000

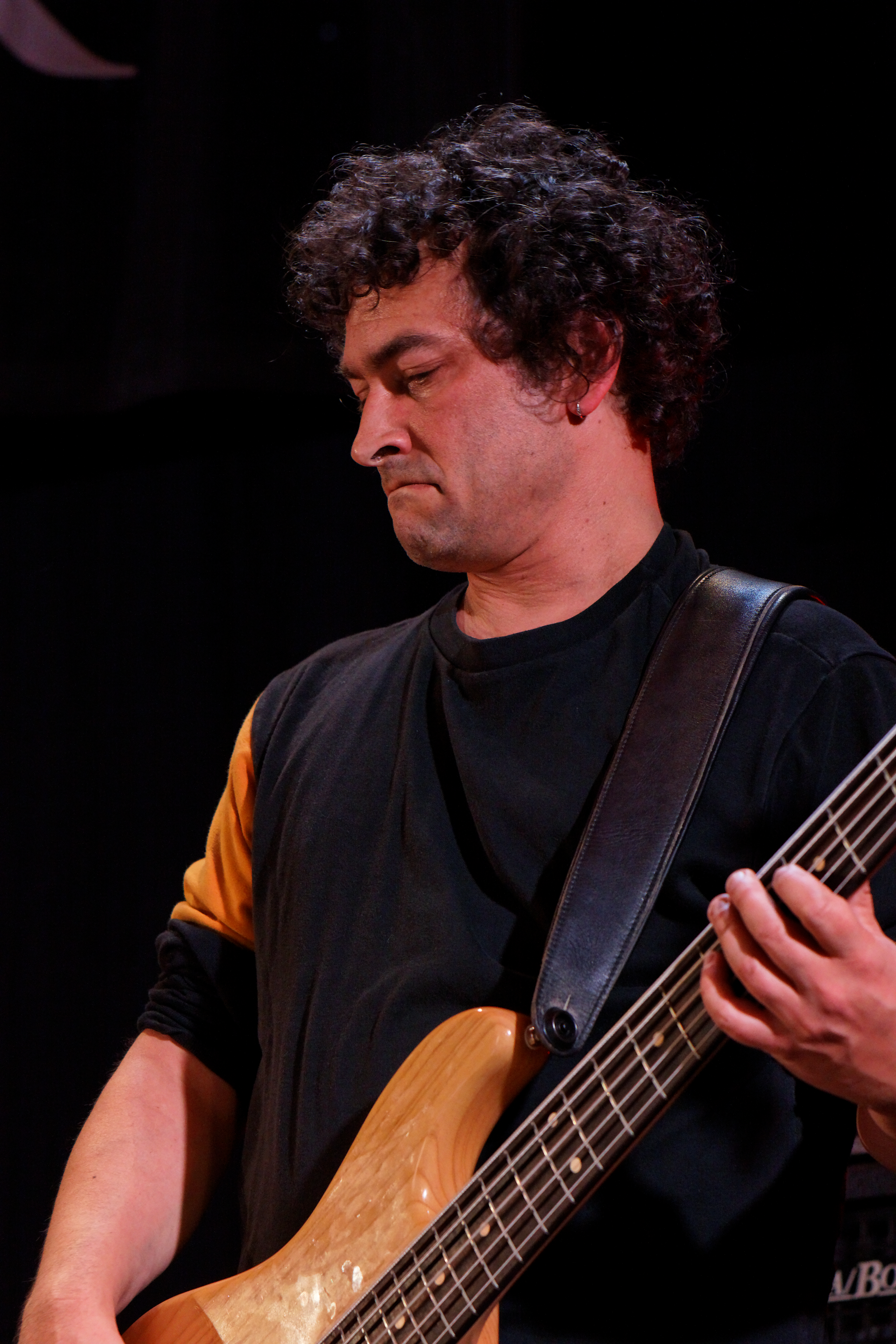
En concert avec Hiks en 2011 au festival de Cornouaille.

Il collabore avec le groupe Lokarn pendant 2 ans puis avec Mickael Guerrand en compagnie de Ludo Mesnil (Gwendal, Dan Ar Braz...), Ian Proërer (Red Cardell, Melvil), David Rusaquen (Denez Prigent, Gwendal...) avec lequel ils enregistrent l'album Soleil Brun produit, enregistré et mixé par Stephan Kraemer (Gojira, Loudblast, Black Bomb A, Red Cardell, Tiersen...).
En 2002, il participe au développement, avec l'association carhaisienne CLAJ, d'un studio d'enregistrement.
En 2003, il rejoint le David Pasquet Group jusqu'en 2006. Parallèlement, il prépare un projet fusion-hip hop : E.M.Pulse. Il joue de temps en temps avec les groupes Winaj'h et Carré Manchot. Il a participé à l'enregistrement de titres pour le duo Blackub.
Il travaille ensuite à divers enregistrements, dont la réalisation de l'album "Pakit Holl" du groupe Startijenn qui obtiendra le prix "Produit en Bretagne" en 2009 dans la catégorie musique traditionnelle.

### Années 2010
Avec Titom, il a sorti un album en 2010.
Depuis 2009, il fait partie du groupe punk-rock celtique Hiks à la basse électrique, avec lequel il a enregistré l'album "Fig.2" en 2010.
Le 14 juillet 2011, Ar re Yaouank se reforme pour une date unique sur la grande scène du Festival des Vieilles Charrues qu'ils transforment en un fest-deiz géant.

## Discographie
Albums et participations
- 1989 : Road 66, Immediate Heat (K7)
- 1989 : Ar Re Yaouank, Sidwel
- 1992 : Ar Re Yaouank, Fest-Noz Still Alive - Coop Breizh
- 1993/94 : Pat O'May, Bob Up - WMD / Move On
- 1994 : Ar Re Yaouank, Breizh Positive - Coop Breizh
- 1996 : Ar Re Yaouank, Ravine - Coop Breizh
- 1998 : Frédéric Guichen, La Lune Noire - Coop Breizh
- 1998 : Gwenc'hlan, A nos conneries - Ciré Jaune / Coop Breizh
- 1999 : Pat O'May, Breizh Amerika - Coop Breizh
- 2000 : Jacques Pellen, Les tombées de la nuit, a Celtic Procession live - Naïve
- 2000 : Hyaena, Le Fer et la Soie - Eog Production
- 2000 : Pokès de Criée, Pokès de criée - distrib. Coop Breizh
- 2001 : Sharlalune, La grande parade des chansons animées - Eog Production/Coop Breizh
- 2002 : Lokarn, Sans rancune - Avel Ouest
- 2002 : Mickael Guerrand, D'un monde à l'autre -
- 2003 : Gwenlann : Sexywell - Sterne/Sony Music
- 2003 : Melvil : X.PRESSO - XIII Bis/dist.Musicast
- 2005 : David Pasquet Group, Breudeur ar stered - Coop Breizh
- 2005 : Mickael Guerrand, Soleil Brun - LMS Productions
- 2006 : Carré Manchot, Laÿou - dist. Coop Breizh
- 2007 : Sharlubêr, Le One Again A Fly
- 2008 : Dominique Martin, POK - Eela Production
- 2008 : Philippe Guével, Tyles Of Lochalsh
- 2008 : Startijenn, Pakit Holl ! - Paker Prod/dist. Coop Breizh
- 2009 : Yann Quefféléant, Terre Obscure - Autoproduction
- 2009 : Blackub
- 2010 : TiTom, Un cri dans l'ébène - L'Oz Production
- 2011 : Hiks, Fig.2 - Aztec Musique/Coop Breizh
- 2013 : Hiks, Boson - Aztec Musique/Coop Breizh
- 2013 : TiTom, Les égarés - Coop Breizh